# Farman MF.11
El Maurice Farman MF.11 fue un avión francés desarrollado antes de la Primera Guerra Mundial por la firma Société des avions Henri & Maurice Farman. Fue usado como avión de reconocimiento y bombardero ligero en los inicios de la guerra, siendo después relegado a labores de entrenamiento.
Los británicos dieron a este aparato el sobrenombre de  Shorthorn («cuernicorto», o «de cuernos cortos») para distinguirlo de otro aparato Farman, el MF.7, al que anteriormente ya habían dado el sobrenombre de Longhorn («cuernilargo», o «de cuernos largos»). Efectivamente, el MF.7 se caracterizaba por un estabilizador horizontal delantero situado sobre unos largos y elevados patines de aterrizaje, parecidos a largos cuernos.

## Diseño y desarrollo
El MF.11 era un desarrollo del MF.7. Presentaba un aspecto bastante más moderno que su antecesor, pero no era tan fácil de manejar. En configuración propulsora y biplano de desigual envergadura, como el modelo anterior, el Farman MF.7, el MF.11 se diferenciaba al carecer del estabilizador montado en proa, el cambio de las superficies horizontales de cola en modo biplano por una superficie única con dos timones montados sobre la misma, y la colocación de la barquilla para la tripulación y el motor en el hueco entre las dos alas. La aeronave estaba también equipada con una ametralladora para el observador, cuya posición había cambiado desde el asiento trasero al frontal, para permitir un sector de fuego despejado.

## Historia operacional
El 6 de septiembre de 1914 este modelo realizó su primera acción bélica, cuando un avión japonés Farman MF.11 de la dotación del porta hidroaviones Wakamiya atacó sin éxito con bombas al crucero protegido austrohúngaro SMS Kaiserin Elisabeth durante la Batalla de Tsingtao.
El MF.11 sirvió en los servicios aéreos británico y francés en el Frente Occidental, en los inicios de la guerra. Como bombardero ligero llevó a cabo el primer raid de bombardeo de la guerra cuando el 21 de diciembre de 1914 un MF.11 del Royal Naval Air Service atacó posiciones artilleras alemanas cerca de Ostende, Bélgica.
Se le retiró del servicio de primera línea en el Frente Occidental en 1915, pero continuó siendo usado por los franceses en Macedonia y Oriente Medio, mientras los británicos lo usaron también en los Dardanelos y en África. El Cuerpo Aéreo Australiano, suministrado con el MF.11 por el Ejército Indio Británico, lo operó durante la campaña de Mesopotamia de 1915-1916, y en ese último año compró varias unidades de MF.11 para labores de entrenamiento.
A España llegaron desde Francia muy poco antes de estallar la Primera Guerra Mundial. Se enviaron al  Protectorado español de Marruecos a partir de 1914, y debieron sustituir totalmente a los MF-7 en Arcila hacia 1915. En diciembre de 1929 el teniente Barberán hizo el último vuelo en este avión, dándose de baja los modelos que quedaban.
En Italia, la compañía Societá Italiana Aviazione, una filial de Fiat, construyó bajo licencia un número de MF.11 con la denominación SIA 5 desde principios de 1915, armados con una ametralladora de tiro frontal y propulsados por un motor lineal de seis cilindros Fiat A.10 de 100 hp (74 kW).

## Características técnicas (MF.11)

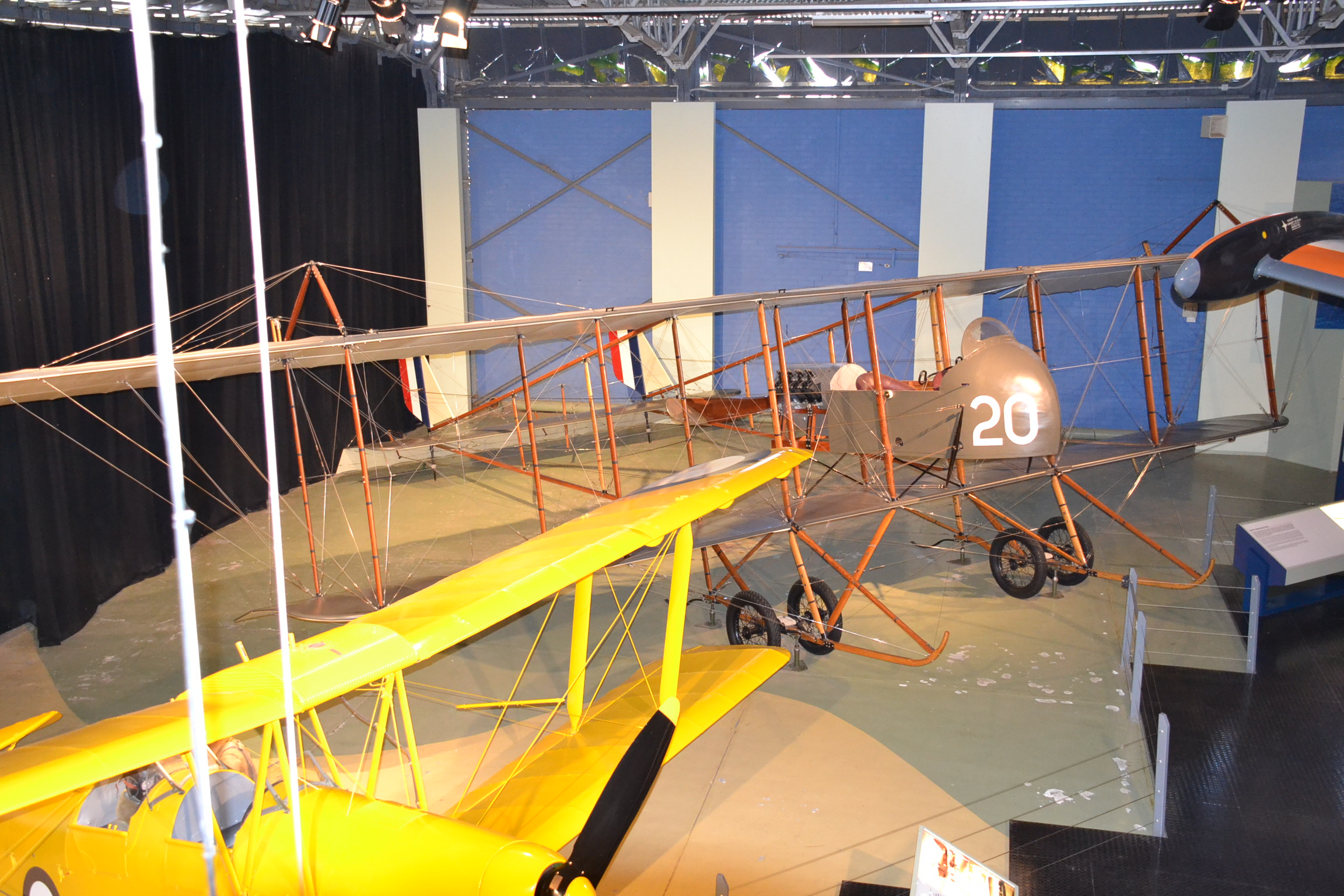
Farman MF.11 exhibido en el Museo de la Fuerza Aérea Australiana

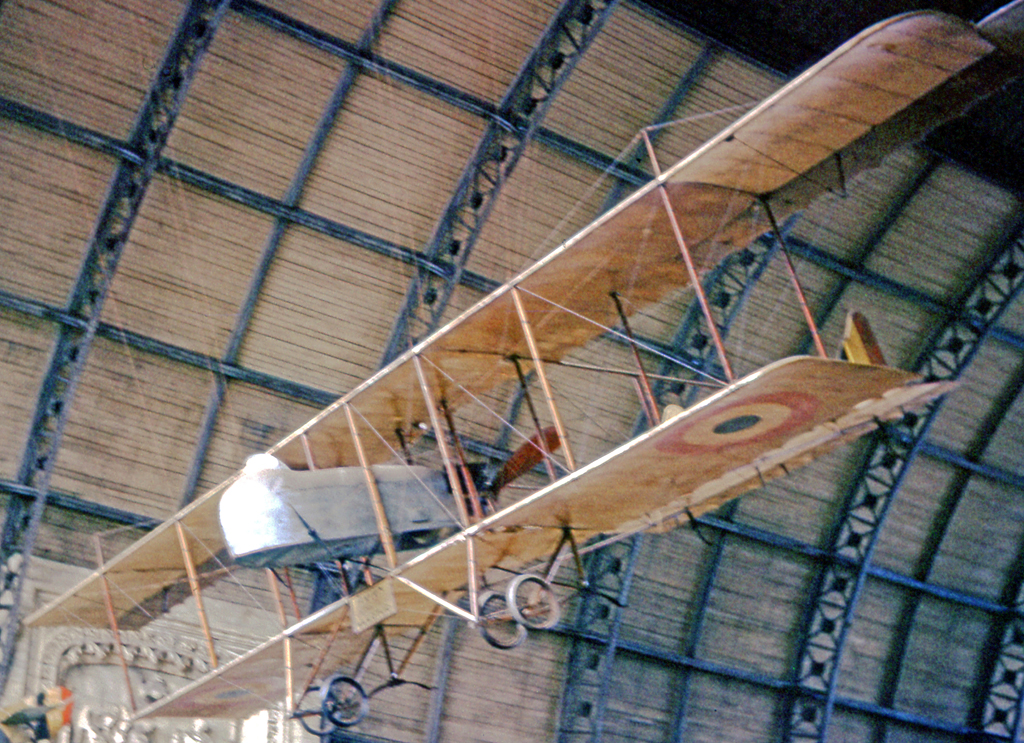
Farman MF.11-A2 de la Fuerza Aérea Belga expuesto en el Museo de Historia Militar de Bruselas

Referencia datos: Encyclopedia of Military Aircraft

### Características generales
- Tripulación: 2 (piloto y observador/ametrallador)
- Longitud: 9,45 m
- Envergadura: 16,15 m
- Altura: 3,18 m
- Superficie alar: 57 m²
- Peso vacío: 550 kg
- Peso cargado: 928 kg
- Planta motriz: 1× lineal en V refrigerado por aire Renault 8D.
  - Potencia: 74 kW (102 HP; 101 CV)

### Rendimiento
- Velocidad nunca excedida (Vne): 106 km/h a nivel del mar
- Alcance: 3,75 horas
- Techo de vuelo: 3800 m

### Armamento
- Ametralladoras: 1× 7,62 mm

## Ejemplares preservados
- El Museo de Aviación de Canadá exhibe un MF.11 fabricado por Airco para el Royal Flying Corps y enviado a Australia en 1916.
- Farman F.11A-2, Museo Real del Ejército e Historia Militar, Bruselas, Bélgica.
- Farman MF.11 Shorthorn, Museo de la RAAF en Point Cook, Victoria, Australia.